# 988
سنة 988 م كانت سنة كبيسة تبدأ يوم الأحد من التقويم يولياني.

## أحداث

### حسب المنطقة

#### أوروبا
- دبلن،دولة أيرلندا أسست.
- مدينة أودنسه،في الدنمارك قد أسست.

## مواليد
- توبولو،الممارس الهندي المشهور للطقوس تنترا.

## وفيات
- أبو القاسم الشاهد